# Cá đàn lia đen
Dactylopus dactylopus, tên thông thường là cá đàn lia ngón tay, là một loài cá biển thuộc chi Dactylopus trong họ Cá đàn lia. Loài này được mô tả lần đầu tiên vào năm 1837. Trong tiếng Hy Lạp, daktylos có nghĩa là "ngón tay", còn pous có nghĩa là "bàn chân".
Ở Việt Nam, loài cá này được biết đến với tên gọi là cá đàn lia đen hay cá ma ich.

## Phân bố và môi trường sống

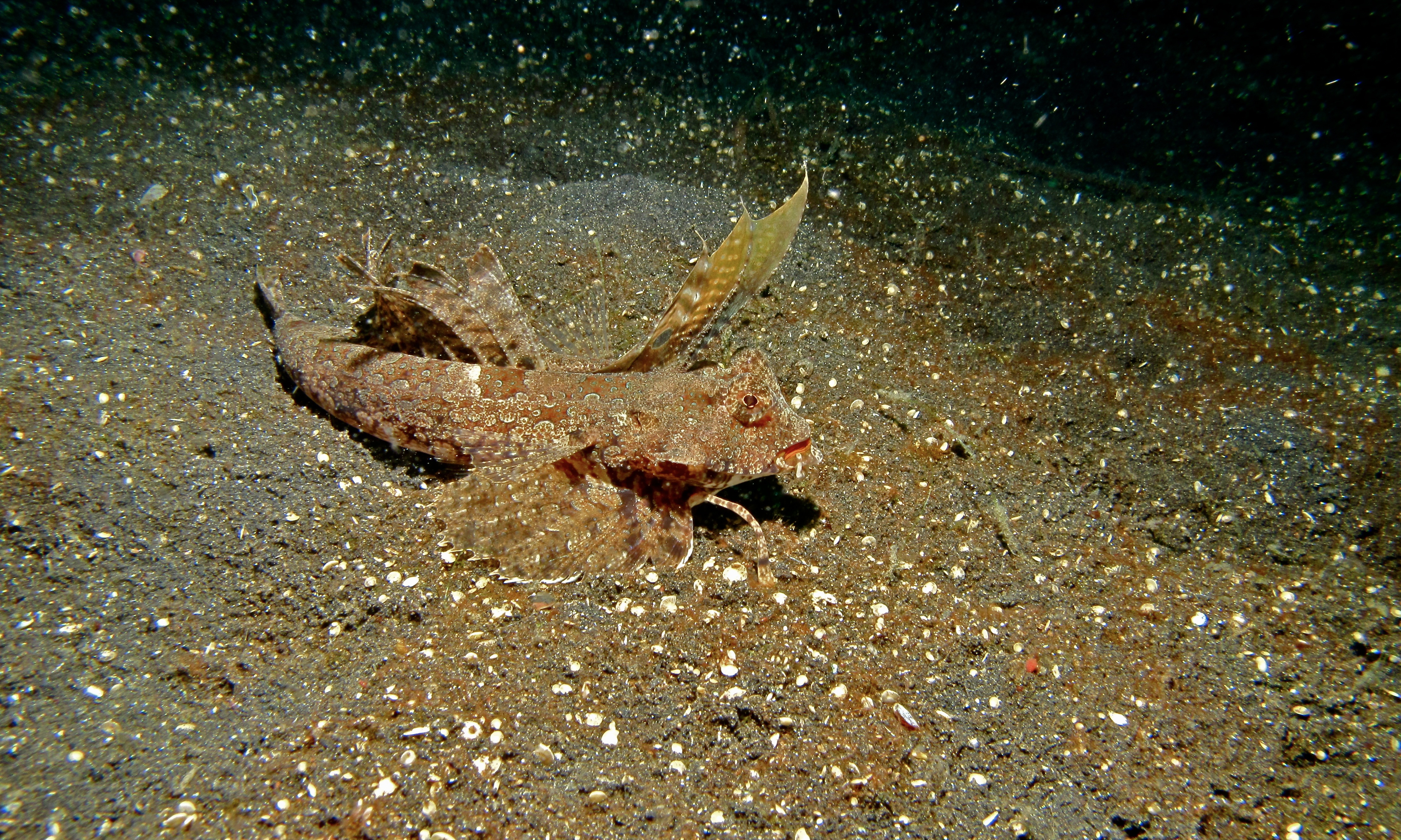
D. dactylopus

D. dactylopus có phạm vi phân bố rộng khắp các vùng biển ở Tây Thái Bình Dương, và được tìm thấy từ miền nam Nhật Bản trải dài về phía nam đến Úc, bao gồm đảo Guam và Palau. Loài này ưa sống ở các bãi cát và bùn, hoặc trong các thảm cỏ biển ở độ sâu trong khoảng từ 1 đến 55 m. Chúng có thể sống đơn độc hoặc bơi theo từng cặp.

## Mô tả
Chiều dài lớn nhất của cá trưởng thành được ghi nhận là khoảng 30 cm. D. dactylopus có thể được nhận ra bởi vây bụng lớn và xòe ra như cánh quạt, với tia vây đầu tiên tách ra khỏi như những ngón tay. Vây lưng chẻ đôi. D. dactylopus có thể được phân biệt với người họ hàng duy nhất của nó, Dactylopus kuiteri, bởi 8 tia vây ở vây lưng thứ hai (so với 9 tia ở D. kuiteri). Cá đực của D. dactylopus có những sợi vây dài trên vây lưng đầu tiên, trong khi D. kuiteri lại không có hoặc khá ngắn.
Số gai ở vây lưng: 4; Số tia vây mềm ở vây lưng: 8; Số gai ở vây hậu môn: 0; Số tia vây mềm ở vây hậu môn: 7; Số tia vây mềm ở vây ngực: 18 - 20; Số gai ở vây bụng: 1; Số tia vây mềm ở vây bụng: 5.